# Sajmir Braho
Sajmir Braho, ibland stavat Saimir, är en albansk sångare. Han har slutat trea i Festivali i Këngës vid tre tillfällen, 2010, 2011 och 2013. Han var tidigare en del av gruppen Ritfolk tillsammans med Altin Goçi.

## Karriär
På 1990-talet deltog Braho i Festivali i Këngës som en del av gruppen Ritfolk där han var sångare tillsammans med Altin Goçi. 1994 tävlade de med låten "Dëshirë dhe heshtje". I tävlingen 1995 hette deras bidrag "Ndjenjë dashuruar". 
2004 deltog Braho i Festivali i Këngës 43 tillsammans med sin fru Enkela Braho och med låten "Para se të vish në këtë botë". De lyckades ta sig till finalen av tävlingen där de slutade oplacerade. 2006 ställde Sajmir själv upp i Festivali i Këngës 45 med bidraget "Mik i dhimbjes" med vilket han tog sig till final. I finalen fick han startnummer 13, efter Rosela Gjylbegu och före Besiana Mehmeti. Han slutade till slut på 13:e plats av 16 finalister efter att ha fått 6 poäng av juryn. 2010 hette hans bidrag i Festivali i Këngës 49 "Shtegëtar i jetës time" som han skrivit själv med musik av Endri Sina. Han lyckades ta sig till tävlingens final via semifinalen och fick i finalen 48 poäng av juryn vilket räckte till att sluta trea i tävlingen, slagen av segraren Aurela Gaçe med 34 poäng.
2011 deltog Braho i den 50:e upplagan av Festivali i Këngës med bidraget "Ajër" som han, likt sina tidigare bidrag, själv varit med och skrivit. Han deltog i tävlingens andra semifinal där han tog sig vidare till finalen. I finalen fick han startnummer 2 av 20 finalbidrag. Han framförde "Ajër" efter Bojken Lako och före Marjeta Billo. Efter att juryn avlagt sina röster hade Braho fått 50 poäng vilket räckte till att sluta på tredje plats i tävlingen för andra året i rad. Han slogs av segrande Rona Nishliu med 27 poäng. Vid Festivali i Këngës 51 i december 2012 framförde Braho Dorian Ninis låt "Shoqja me e mirë" från Festivali i Këngës 11. 
2013 deltog han  i Festivali i Këngës 52 med låten "Grua" (fru), som han själv skrivit med musik av Endri Sina. I finalen slutade han på tredje plats efter att ha fått 40 poäng av juryn.
I december 2014 deltog han i Festivali i Këngës 53. Med låten "Kristal", skriven och komponerad av honom själv, ställdes han 27 andra deltagare. Han tog sig vidare till finalen från semifinalen där han slutade på 15:e plats efter att ha fått 3 poäng av juryn.
Braho är även låtskrivare och 2007 skrev han Juliana Pashas bidrag till Festivali i Këngës 46, "Një qiell i ri" (en ny himmel). Hon slutade i finalen på tredje plats.

### Festivali i Këngës-topplaceringar
| År   | Upplaga               | Låt                      | Poäng | Plats | Vinnare          | Marginal |
| ---- | --------------------- | ------------------------ | ----- | ----- | ---------------- | -------- |
| 2006 | Festivali i Këngës 45 | "Mik i dhimbjes"         | 6     | 13    | Frederik Ndoci   | 49 poäng |
| 2010 | Festivali i Këngës 49 | "Shtegëtar i jetës time" | 48    | 3     | Aurela Gaçe      | 34 poäng |
| 2011 | Festivali i Këngës 50 | "Ajër"                   | 50    | 3     | Rona Nishliu     | 27 poäng |
| 2013 | Festivali i Këngës 52 | "Grua"                   | 40    | 3     | Hersiana Matmuja | 29 poäng |
| 2014 | Festivali i Këngës 53 | "Kristal"                | 3     | 15    | Elhaida Dani     | 79 poäng |

## Privatliv
Braho är gift med läraren Enkela Braho som han har tre barn tillsammans med. Tillsammans deltog de i Festivali i Këngës 2004.

## Diskografi

### Album
- Unë besoj